# Gyromantis occidentalis
Gyromantis occidentalis es una especie de mantis de la familia Amorphoscelidae.

## Distribución geográfica
Se encuentra en  Australia.